# Cattleya × hardyana
Cattleya × hardyana là một loài thực vật có hoa trong họ Lan. Loài này được A.J.Hardy ex B.S.Williams mô tả khoa học đầu tiên năm 1883.